# Tropicul Racului

Harta lumii cu Tropicul Racului

Tropicul Racului sau Tropicul de nord, mai rar Tropicul Cancerului, este una din cele 5 paralele importante ale Terrei, reprezentând cea mai nordică paralelă, la care Soarele poate să apară la zenit la amiază, lucru ce se întâmplă doar în momentul solstițiului de vară. Este la latitudinea de 23° 26′ 22″ N. 

## Istoric
Această linie a fost numită tropicul cancerului, deoarece înainte Soarele se afla în direcția constelației cancerului în momentul solstițiului de vară. 

## Geografie
| Teritoriu, țară sau mare   | Note                                                                                            |
| -------------------------- | ----------------------------------------------------------------------------------------------- |
| Algeria                    |                                                                                                 |
| Niger                      |                                                                                                 |
| Libia                      | Atinge cel mai nordic punct al Ciad                                                             |
| Egipt                      |                                                                                                 |
| Marea Roșie                |                                                                                                 |
| Arabia Saudită             |                                                                                                 |
| Emiratele Arabe Unite      | Abu Dhabi                                                                                       |
| Oman                       |                                                                                                 |
| Oceanul Indian             | Marea arabă                                                                                     |
| India                      | Numită [Karkataka Vrutta                                                                        |
| Bangladesh                 |                                                                                                 |
| India                      |                                                                                                 |
| Bangladesh                 |                                                                                                 |
| India                      |                                                                                                 |
| Myanmar (Burma)            |                                                                                                 |
| China                      |                                                                                                 |
| Strâmtoarea Taiwan         |                                                                                                 |
| Republica Chineză          | Taiwan                                                                                          |
| Oceanul Pacific            |                                                                                                 |
| Statele Unite ale Americii | Hawaii — doar marea, nu intersectează nicio insulă, trece intre insulele Nihoa și Necker Island |
| Mexic                      | Peninsula Baja California                                                                       |
| Golful Californiei         |                                                                                                 |
| Mexic                      | Statele Sinaloa, Durango, Zacatecas, San Luis Potosi, Nuevo Leon si Tamaulipas                  |
| Golful Mexicului           |                                                                                                 |
| Strâmtoarea Florida        |                                                                                                 |
| Bahamas                    | Exuma Insule și Long Island                                                                     |
| Atlantic Ocean             |                                                                                                 |
| Sahara de Vest             | disputat de Maroc                                                                               |
| Mauritania                 |                                                                                                 |
| Mali                       |                                                                                                 |
| Algeria                    |                                                                                                 |